# ロイヤル・ブルー (列車)

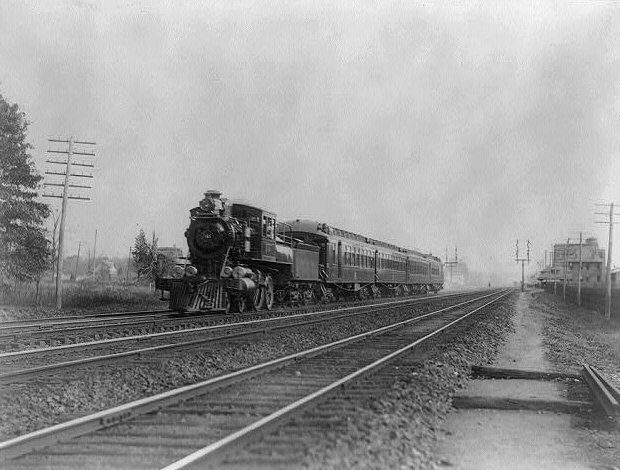
ボルチモア・アンド・オハイオ鉄道の有名な「ロイヤル・ブルー」を構成する列車の1つ、ロイヤル・リミテッド、1898年

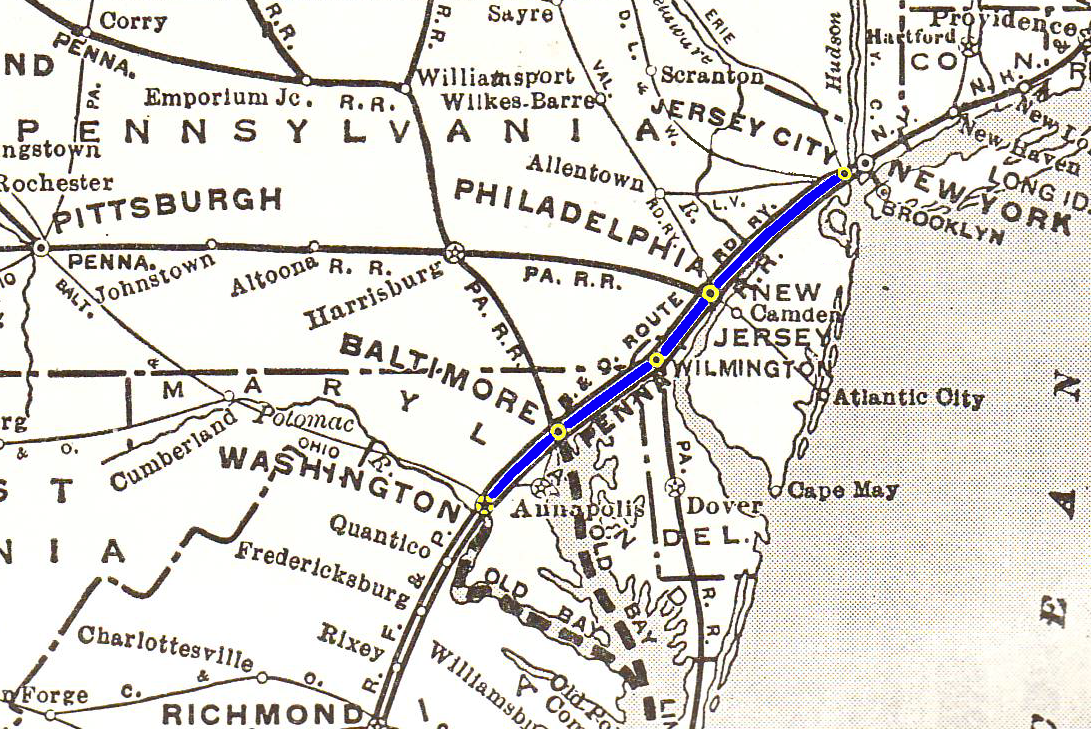
青線で示された区間がロイヤル・ブルーのルート

ロイヤル・ブルー（英語: Royal Blue）は、1890年に運行を開始し、アメリカ合衆国のニューヨークとワシントンD.C.を結んでいた、ボルチモア・アンド・オハイオ鉄道 (B&O) の旗艦的旅客列車の一群である。B&Oは、1890年にニューヨークとワシントンD.C.の間で導入された、改善された旅客列車全体に対して集合的にロイヤル・ブルー・ラインと称していた。ロイヤル・ブルー・ラインを構成する各列車には、ロイヤル・リミテッドやロイヤル・スペシャルといった派生形の名前が付けられていた。B&Oはこれらの列車を、レディング鉄道およびセントラル・レールロード・オブ・ニュージャージーと提携して運行していた。主な途中停車都市は、フィラデルフィア、ウィルミントン、ボルチモアである。
後に第一次世界大戦での大損害によりヨーロッパ諸国が揺らぎ、ヨーロッパの王侯貴族に対する印象が悪化したこともあって、B&Oはニューヨークと結ぶ列車に対してロイヤル・ブルー・ラインの愛称使用を静かに取りやめ、B&Oの時刻表からロイヤル・ブルーが消えることになった。1917年から、かつてのロイヤル・ブルー・ラインの列車群は改称され、たとえば1898年5月15日運行開始のロイヤル・リミテッドは、ナショナル・リミテッドとなり、ワシントンD.C.からさらに西へシンシナティ経由でセントルイスまで運行された。世界恐慌に際して、B&Oは第一次世界大戦前の全盛期に立ち戻り、ニューヨーク - ワシントン間の路線に1935年にロイヤル・ブルーを再度運行開始した。B&Oは最終的にボルチモア以北の旅客列車を1958年4月26日に廃止し、ロイヤル・ブルーは歴史に消えていった。
鉄道史家のハーバート・ハーウッドは、ロイヤル・ブルーに関する影響力のある彼の著作において、「ヴィクトリア朝末期に新しい鉄道路線を宣伝するためにまず着想され、威厳と神秘の入り混じった、交通事業におけるもっとも印象的なものの1つであった。ロイヤル・ブルー・ライン、そしてその列車は、時期によって異なるものを意味していた。しかし本質的にはこれらすべては、B&Oの堂々たる路線というただ1つのものを象徴しているものであった」と述べた。
1890年代から第一次世界大戦までの間、B&Oはニューヨークとワシントンの間でその贅沢さ、優美な外見と速度で有名なロイヤル・ブルーの列車を1日6本運転していた。車両の内装はマホガニーのパネルで覆われ、当時のアメリカ合衆国の鉄道ではまだ隣の車両との間がオープンデッキになっているのが普通であった時代に、完全密閉型のヴェスティビュールを備え、当時最新の暖房と照明、クリスタルガラスの窓を装備していた。車両の外装は濃いロイヤルブルーに塗られ、金箔で飾られていた。
B&Oは、ロイヤル・ブルー・ラインのボルチモアにおけるトンネルで、1895年から蒸気機関車に替えて電気動力の使用を開始し、アメリカ合衆国の鉄道において初めての電気機関車の使用となるとともに、20世紀において蒸気機関車が実用的な代替手段に置き換えられていく先駆けとなった。ニューヨーク - ワシントン間という恵まれた市場において支配的な鉄道であった、強大なペンシルバニア鉄道との厳しい競争に促されて、ロイヤル・ブルーは1930年代半ばの再登場に際して多くの技術的革新が特徴となり、流線形車両、アメリカ合衆国の旅客列車で初の非連節式ディーゼル機関車などが導入され、これもまた最終的な蒸気機関車の全廃の予兆となった。

## 歴史

### 1880年代 - 1918年

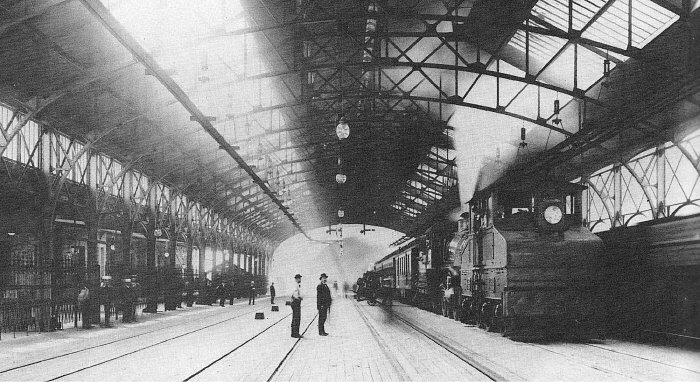
ロイヤル・ブルーを牽引する電気機関車と蒸気機関車、マウント・ロイヤル駅にて1896年

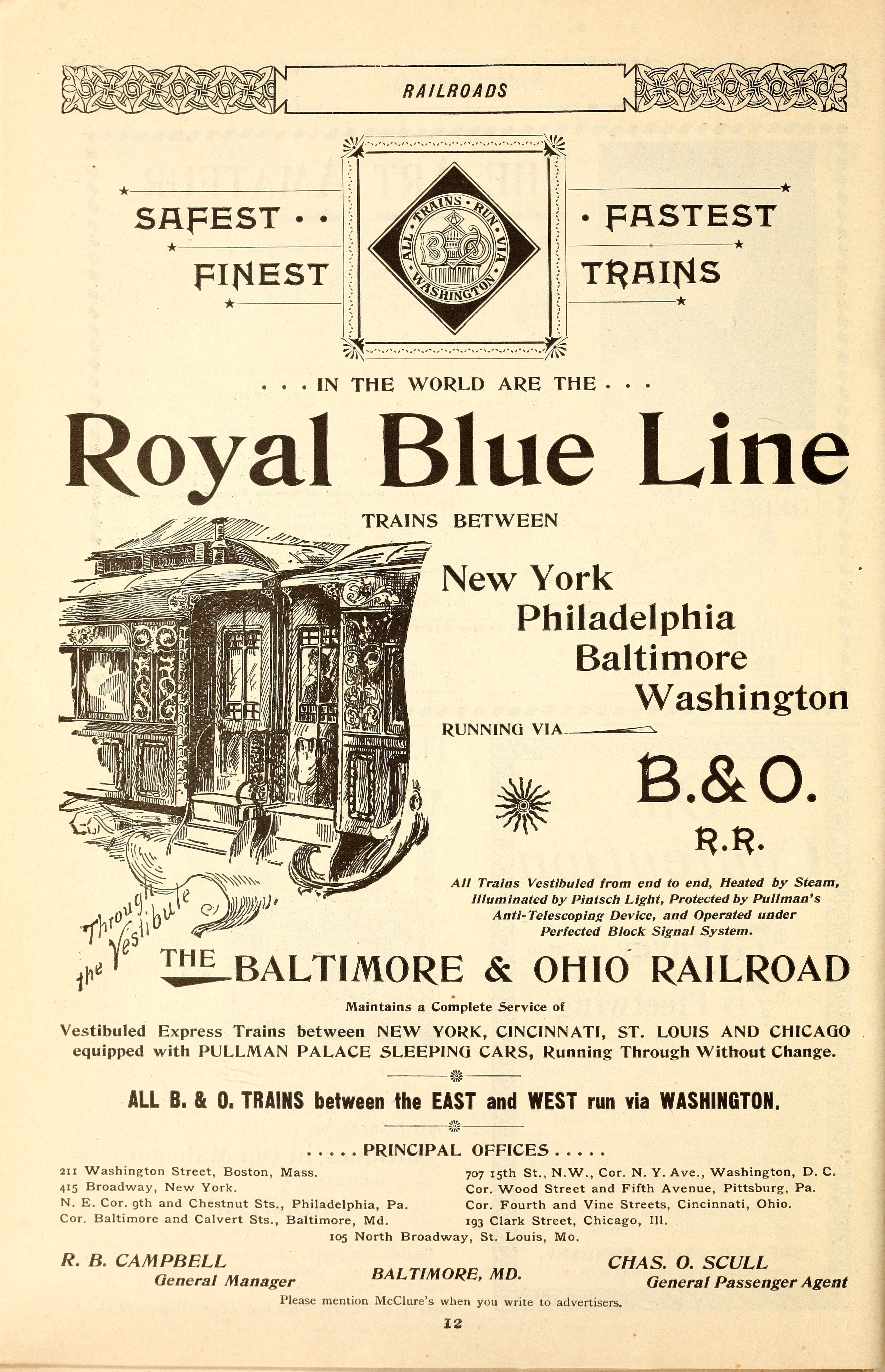
1896年1月発行のマックラー誌に掲載された宣伝

1884年以前は、ボルチモアに本社を置くB&Oと、フィラデルフィアに本社を置くペンシルバニア鉄道は、ニューヨーク-ワシントン間の旅客・貨物列車の運行に際して、メリーランド州ボルチモアとペンシルベニア州フィラデルフィアの間で、独立したフィラデルフィア・ウィルミントン・アンド・ボルチモア鉄道 (PW&B) の線路を経由していた。1881年にペンシルバニア鉄道はPW&Bの株を買収して支配権を握り、B&OがPW&B線に乗り入れてフィラデルフィアまで運行することを1884年以降禁じた。
これに対してB&Oは、ボルチモアから、フィラデルフィアにおいてフィラデルフィア・アンド・レディング鉄道に接続する新線を建設することにし、1886年に完成した。そこからB&Oの旅客列車は、フィラデルフィアから北へ伸びるレディング鉄道のニューヨーク支線を使ってニュージャージー州バウンドブルックまで走り、セントラル・レールロード・オブ・ニュージャージーの線路に入ってジャージーシティのセントラル・レールロード・オブ・ニュージャージー駅（通称コミュニポー駅）へと達した。旅客はそこでハドソン川を渡る12分間のフェリーに乗り換えて、ロウアー・マンハッタンにあるリバティ・ストリートフェリーターミナルまたはスタテン・アイランド・フェリー・ホワイトホール・ターミナルへと向かっていた。
この新ルートはボルチモアに問題を抱えており、B&Oのワシントン支線との連絡のためには、ローカストポイントとキャントンの間で、湾を横断するフェリーに乗らなければならなかった。この解決策がボルチモア・ベルト線で、ボルチモア市街地のハワード通りの下に全長1.4マイル（約2.3キロメートル）のトンネルを建設することになった。トンネルの建設工事は1891年から開始され、最初の列車はトンネルを1895年5月1日に通過した。ボルチモア中心部の地下を走る長いトンネル内の上り勾配で蒸気機関車が出す煙の問題の対策のために、B&Oはアメリカ合衆国の鉄道で最初の本線電化を実施し、トンネルとその前後の区間に「架空式第三軌条」（剛体架線）を設置した。ロイヤル・ブルーが電気機関車牽引で初めてハワード・ストリートトンネルを通過したのは1895年6月27日であった。

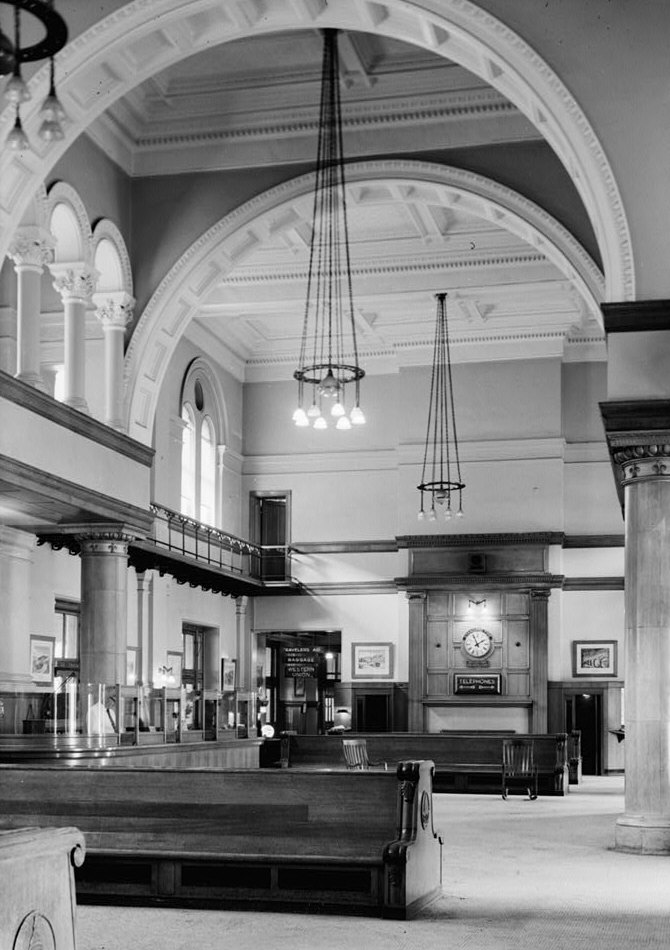
マウント・ロイヤル駅内部

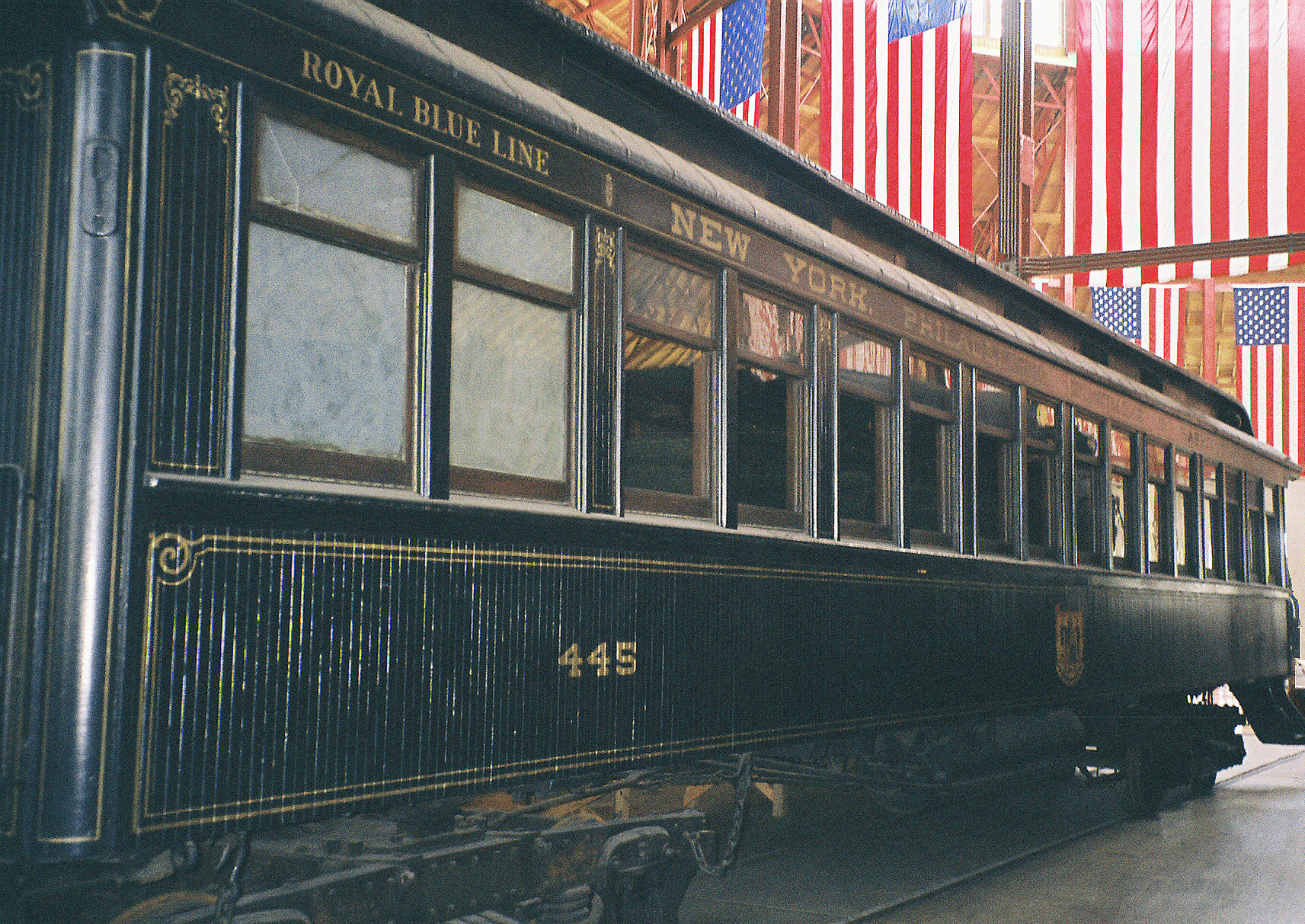
プルマン製のロイヤル・ブルー・ライン用客車、1890年

トンネル建設プロジェクトの一環として、ハワード・ストリートトンネルの北端、おしゃれなボルトンヒル地区に、ボルチモアにおけるB&Oの2番目の旅客駅であるマウント・ロイヤル駅の建設が行われた。駅は、ボルチモアの建築家フランシス・ボールドウィンによってロマネスク様式とルネサンス様式の入り混じった様式で、メリーランド産花崗岩を使って、インディアナ州産石灰岩で装飾し赤いタイルの屋根を備え、150フィート（約46メートル）の高さの時計台を持つ形式で建設された。駅の内装は、大理石模様のモザイクの床に暖炉、揺り椅子を備えていた。駅は翌年、1896年9月1日に開業した。ボルチモア・サン紙によると、「この国で、ただ1つの鉄道会社が利用するものとしてはもっともすぐれた駅であると思われる」とされた。この見方は鉄道史家のルシウス・ビーブにも支持され、マウント・ロイヤル駅をして「世界でもっとも称賛されるべき駅であり、ロンドンのユーストン駅、パリのパリ北駅、ペンシルバニア鉄道のフィラデルフィアにおけるブロード・ストリート駅などの栄誉にも並ぶものである」とした。
ボルチモア・ベルト線完成前の1890年7月31日から、B&Oはロイヤル・ブルーの運行を開始した。車輪配置 4-6-0で、速度を出すために非常に大きな78インチ（約198センチ）の動輪を備えた蒸気機関車が牽引し、最高速度は90マイル毎時（約145 km/h）に達した。ボルチモア・ベルト線が完成すると、1860年代末には9時間かかっていたニューヨーク - ワシントン間の所要時間は5時間へと短縮された。

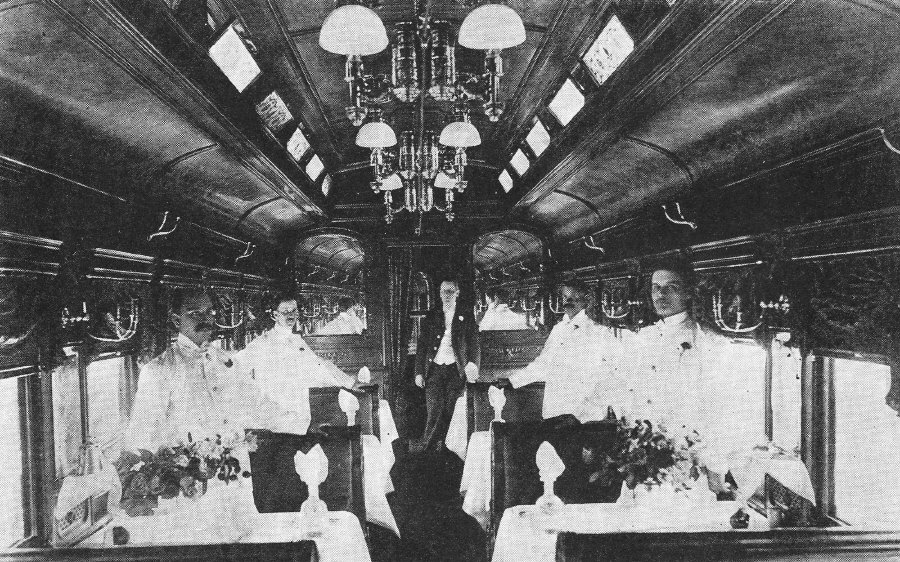
食堂車「クイーン」、1895年

列車は優美さと豪華さで有名となった。パーラーカーの天井や椅子はロイヤルブルーに塗られ、食堂車の「クイーン」「ウォルドルフ」はマホガニーのパネルが貼られ、テラピン（食用カメ）やオオホシハジロといった食材をフランスで修業したシェフが凝った料理にして提供していた。当時ロイヤル・ブルーを取材したレイルウェイ・エイジ誌は、「鉄道車両製作のクライマックスである」としていた。

### 1918年 - 1920年代
アメリカ合衆国の第一次世界大戦への参戦と、それに伴う国中の鉄道の過密化の結果として、戦時に鉄道網の管理をしていたアメリカ合衆国鉄道管理局 (USRA) はペンシルバニア鉄道に対し、B&Oの旅客列車をノース・リバー・トンネルに通して、マンハッタンにあるペンシルベニア駅へと乗り入れさせるように命じ、1918年4月28日から実施されて、B&Oの列車からジャージーシティでフェリーへ乗り換える必要がなくなった。第一次世界大戦終戦後も、ペンシルバニア鉄道はさらに8年間、B&Oの旅客列車のペンシルベニア駅使用を認めた。1926年9月1日にこの乗り入れ契約は失効し、B&Oの列車は再びジャージーシティのコミュニポー駅発着に戻された。これ以降は、旅客は駅のプラットホームで列車のすぐ前に待機していたバスに乗り換えるようになった。こうしたバスはハドソン川を越えてマンハッタンやブルックリンへと向かい、4つの異なる経路で町中に設けられた「駅」へと向かった。こうした中にはヴァンダービルトホテル、ワナメーカーズ・ストア、コロンバスサークル、ロックフェラー・センターといった場所があった。B&Oでもっとも利用客の多いロイヤル・ブルー用バスターミナルはマンハッタンの42丁目に1928年12月17日に開設された。このターミナルはグランド・セントラル駅と地下連絡通路でつながっており、大理石で飾られアール・デコ調照明器具や革張りソファを備えていた。こうした取り扱いは、ロイヤル・ブルーが最終的に廃止となる1958年まで続いた。

### 1930年代 - 1940年代
1930年代に入ると、ペンシルバニア鉄道に比べてB&Oのニューヨーク行き列車は2つの重要な点で競争的に見劣りするようになってきた。まず、B&Oはマンハッタンへ直接アクセスできず、総所要時間が長かったことがある。2点目として、1930年代初頭からペンシルバニア鉄道はニューヨーク-ワシントン間の本線全線にわたって、蒸気機関車から近代的で煙害のない電気運転への置き換えを開始していたことが、大衆から熱狂的に受け入れられていたということがある。これに対抗してB&Oは、ニューヨーク行きの列車にディーゼル機関車やエア・コンディショナー、流線形車両といったものを導入した。1935年6月24日からB&Oは、東部アメリカにおいて初めての軽量流線形車両を投入し、再びロイヤル・ブルーという愛称を使って運行を開始した。この運行のために特別に改良された車輪配置4-4-4の蒸気機関車が、速度の安定性の面で満足できないことが示された際に、ゼネラル・エレクトリック製の車体にエレクトロ・モーティブ製の機構を備えたEMC製の1800馬力ディーゼル機関車が投入されて蒸気機関車を置き換え、番号は50号と付けられた。この投入もまた、ミシシッピ川以東では初のものであった。1937年には、ゼネラル・モータースのエレクトロ・モーティブ・ディビジョン製のEMD Eシリーズの初期型で、よりおとなしい流線形車両である51号およびそのブースターである51x号に置き換えられた。それ以前の、鉄道用途で蒸気機関車を置き換えて内燃機関を導入する実験では、シカゴ・バーリントン・アンド・クインシー鉄道のパイオニア・ゼファーやユニオン・パシフィック鉄道のM-10000といった短編成で連接式の車両であるか、1936年にアッチソン・トピカ・アンド・サンタフェ鉄道のスーパー・チーフ牽引に投入された箱型機関車のプッシュプルであるか、あるいはユニオン・パシフィック鉄道のM-10002、M-10003 - M-10006で開発されたAユニットとBユニットの組み合わせといったものがあった。Eシリーズでは、もっとも進んだディーゼル機関車技術を採用し、すべての鉄道事業者がそれぞれの選択に応じて構成を選べるようにして提供されており、これにより50号機関車とアルミニウム製客車の編成は、子会社のアルトン鉄道へと移って、エイブラハム・リンカーンとして運用された。新型のEシリーズの最初の導入により、蒸気機関車に比べてディーゼル機関車が日常の運行において柔軟性、効率、保守費用の低減などで改善されていることが示され、鉄道のディーゼル化推進の契機となった。
1890年代のロイヤル・ブルー・ラインの魅力を呼び起こすために、B&Oはマーサ・ワシントンシリーズの食堂車を導入し、ガラスのシャンデリアとコロニアル様式の家具で飾られた車両内で、ドレスデン製陶器に盛られたチェサピーク湾産の新鮮な料理を提供することで特に有名となった。B&Oの食堂車営業部門の管理者は、その部署の目的を「我々のお客様をあらゆる点で親切にもてなし、列車に乗ると同時に快適で、便利で、我々のもてなしの自宅のような雰囲気を味わっていただくことである」と語っていた。食堂車の名物としては、オイスターとチェサピーク湾の魚にコーンミールマフィンを添えたものがあった。B&Oの社長であったダニエル・ウィラードは、自社路線を移動する際に個人的に自社の食堂車の料理を試してみたことがあり、その料理に特に感銘を受けて、食堂車のシェフに礼状とサイン入り写真を残したことがあった。

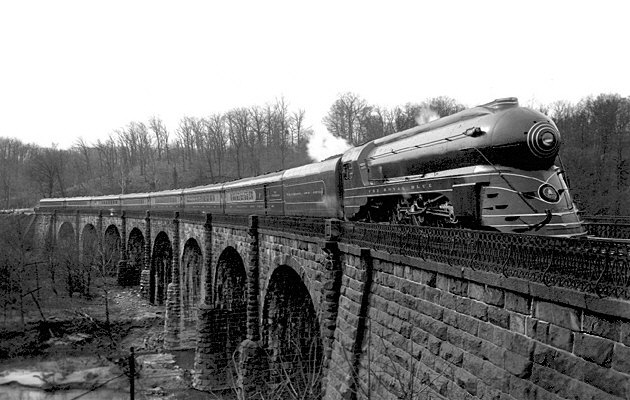
流線形車両を使用した「ロイヤル・ブルー」、1937年にトーマス高架橋にて

しかしB&Oは、軽量車両を使用したロイヤル・ブルーの乗り心地にはあまり満足しておらず、1937年4月25日にオットー・クーラー設計で、ライトグレーとロイヤルブルーに金色のストライプを入れた、流線形に改装した重量級車両に置き換えた。B&Oは置き換えられた車両をアルトン鉄道へと送り、そこでエイブラハム・リンカーンとしてしばらくの間運行された。この列車はエレクトロ・モーティブ製の流線形3,600馬力のEMC EA/EB形ディーゼル機関車、51号によって牽引された。ある雑誌の記者はこの革新的な機関車の導入に、「この最初の流線形量産型ディーゼル機関車は、美しくかっこいい外見で取材陣や大衆を驚嘆させた」と書いている。クーラーはB&Oの車輪配置4-6-2（パシフィック）の蒸気機関車の1両もロイヤル・ブルー牽引用に流線形化した。この機関車の弾丸形の覆いはロイヤル・ブルーの象徴的なイメージとなり、アメリカンフライヤー製の模型として何年も販売されていた。タイム誌は、1937年にB&Oやそのほか世界恐慌によって損害を受けていた鉄道各社の悲惨な財務状況を書いた記事において、同年運行を開始したB&Oの空威張りな流線形ロイヤル・ブルーは「鉄道の新時代を象徴するものだった」としている。
アメリカ合衆国大統領フランクリン・ルーズベルトは、1933年から1945年までの在任期間中、ワシントンと自宅のあるニューヨーク州ハイドパークを行き来するために、B&Oのロイヤル・ブルー・ラインをよく利用していた。ワシントンを出発した大統領特別列車は通常のB&O - レディング鉄道 - セントラル・レールロード・オブ・ニュージャージーの経路でジャージーシティまで運行され、そこからニューヨーク・セントラル鉄道のハドソン川沿いのウェスト・ショア線に入って、ポキプシーの対岸に当たるハイランドまで行き、そこで自動車に乗り換えていた。
他の大半のアメリカ合衆国の旅客列車同様に、第二次世界大戦に際してロイヤル・ブルーは旅客が急増し、1942年から1945年までの間に2倍となる年間120万人の利用に達し、B&Oはニューヨーク - ワシントン間に1日8本の列車を運転した。しかし戦争終結後は、利用者数はすぐに戦前の水準に落ち込み、B&Oはニューヨーク - ワシントン間の列車を1本減らした。旗艦列車のロイヤル・ブルーに加え、1958年4月まではメトロポリタン・スペシャル、キャピトル・リミテッド、ナショナル・リミテッド、ディプロマット、メリーランダー、シェナンドーという6本の列車がニューヨークまで運行していた。

### 1950年代 - 廃止
B&Oのワシントン - ジャージーシティ間のすべての旅客列車は、1947年9月28日までに完全ディーゼル化されたものの、戦後はロイヤル・ブルー向けの客車は新造されなかった。1937年製の改装された8両編成のロイヤル・ブルー編成が廃止まで営業を続けた。1952年にはペンシルバニア鉄道が18両のステンレス製モーニング・コングレッショナルおよびアフタヌーン・コングレッショナルの流線形編成を導入し、圧倒的な市場占有率を達成していたことは明らかとなっていた。1950年代末までには、旅客が航空機や改良の進んだ州間高速道路を使った自動車へと転移して列車を利用しなくなったため、ほとんどのアメリカ合衆国の旅客列車は急激な旅客減少に苦しむようになっていた。ロイヤル・ブルーもまた例外ではなく、1946年から1957年までの間に旅客数はほぼ半減して、1年に500万ドルに達する営業損失を計上するようになっていた。この衰退傾向の中でも、1957年10月21日にイギリスのエリザベス2世とエディンバラ公フィリップ王配がB&Oを利用してワシントンからニューヨークまで移動し、ロイヤル・ブルー・ラインは初期の堂々たる豪華さを一時的に取り戻した。
営業損失が積みあがっていった結果、B&Oは最終的に1958年4月26日土曜日をもってボルチモア以北の旅客列車を全廃し、ニューヨーク - ワシントン間の旅客列車市場をペンシルバニア鉄道へすべて譲り渡して撤退し、ロイヤル・ブルーも廃止となった。ワシントンD.C.のユニオン駅を15時45分に最後のロイヤル・ブルーが出発した際には、エドワード・R・マローがCBSのSee It Nowの特別番組において中継を行った。この列車が19時49分にジャージーシティに到着した際には、ニューヨーク・タイムズ、ニューヨーク・ポスト、ライフ、サタデー・イブニング・ポストなどの記者が、伝説的なロイヤル・ブルーの終焉を伝えるために出迎えた。翌日のボルチモア・サンの社説では、「歴史上もっとも有名な列車であっただろう」と述べて、ロイヤル・ブルーの終焉を悼んだ。

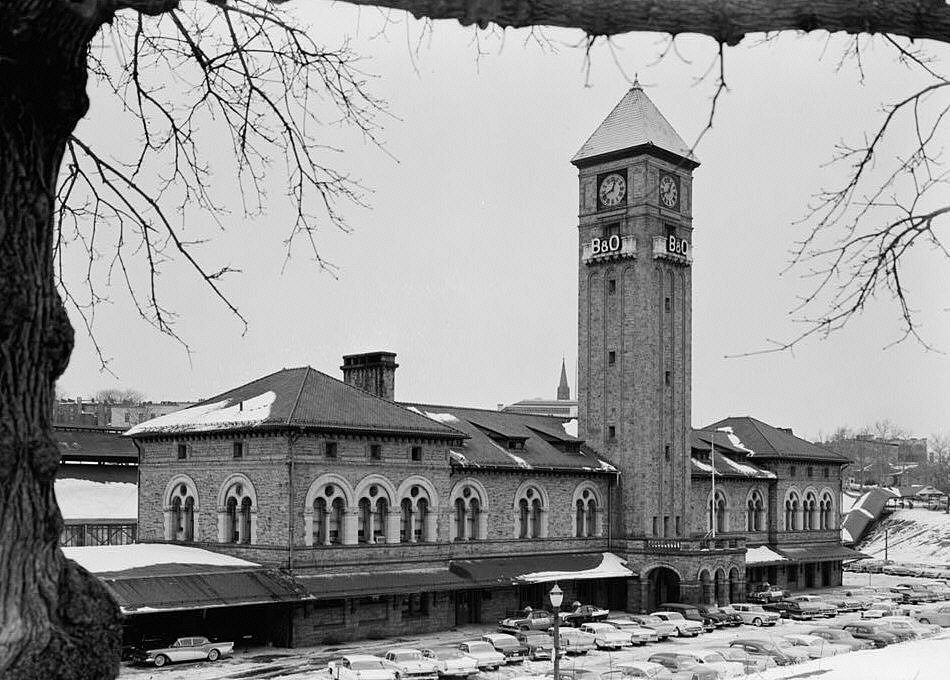
1961年のマウント・ロイヤル駅

ニューヨーク・タイムズの1面では、7歳の乗客に別れを告げる列車の機関士マイケル・グッドナイトの写真を掲載した上で、「この国のもっとも古い鉄道が、名門のロイヤル・ブルーとその他5本の列車を廃止した昨日の悲しい物語である。紳士的な流儀で運行され、戦前の優雅な生活、そして特別な列車に対する評判といったものを伴った68年間続いた列車の運行が終わった」と書いた。
マウント・ロイヤル駅はB&Oの東側の旅客ターミナルとして1961年6月30日まで継続使用されたが、そこで鉄道旅客施設としては廃止となった。マウント・ロイヤル駅は、1959年にアメリカの歴史的建造物調査の対象となったボルチモアの13か所の建物のうちの1つであった。駅舎とトレイン・シェッドはその後1964年にメリーランド美術大学が取得し、19世紀末の産業建築物の例として保存されることになった。

## 時刻および車両
1890年代から1910年代までの期間、ロイヤル・リミテッドはニューヨーク、ワシントン双方から同時に15時に出発し、5時間後の20時に到着していた。1930年代までにはジャージーシティとワシントンの間の所要時間は4時間へと短縮された。1935年から列車が廃止となる1958年まで、ロイヤル・ブルーは毎日1往復する運行となっており、ニューヨークを朝出発してワシントンへ行き、夜に戻ってくるダイヤであった。1956年2月のオフィシャルガイドによれば、ロイヤル・ブルーの列車番号は27で、以下の時刻で運行されていた（必ず停車する駅は青、バス連絡区間は黄で示す）。
| 都市                                                                                  | 出発時刻 |
| ------------------------------------------------------------------------------------- | -------- |
| ニューヨーク（ロックフェラーセンター）                                                | 8:30 am  |
| ニューヨーク（グランド・セントラル駅）                                                | 8:45 am  |
| ブルックリン                                                                          | 8:45 am  |
| ニュージャージー州ジャージーシティ セントラル・レールロード・オブ・ニュージャージー駅 | 9:30 am  |
| ニュージャージー州エリザベス                                                          | 9:46 am  |
| ニュージャージー州プレインフィールド                                                  | 9:59 am  |
| ペンシルベニア州ウェイン・ジャンクション駅                                            | 10:54 am |
| ペンシルベニア州フィラデルフィア                                                      | 11:10 am |
| デラウェア州ウィルミントン                                                            | 11:35 am |
| メリーランド州ボルチモア マウント・ロイヤル駅                                         | 12:38 pm |
| メリーランド州ボルチモア カムデン駅                                                   | 12:45 pm |
| ワシントンD.C. ユニオン駅                                                             | 1:30 pm  |
| 出典: Official Guide of the Railways, p. 418                                          |          |

東行きは列車番号28で、ワシントンを15時45分に出発し、ジャージーシティに19時40分に到着していた。
1937年から1958年までのロイヤル・ブルーは、エアコン付きの座席車、応接間付きのパーラーカー、座席車の客向けのラウンジカー、一そろいの料理を提供する完全な食堂車、列車の最後尾に連結されカフェラウンジを備えた展望車などで構成されていた。1947年8月半ばからは、後に携帯電話へと発達する技術を利用した車内電話サービスが開始され、B&Oはペンシルバニア鉄道およびニューヨーク・セントラル鉄道と並んで、アメリカ合衆国内で最初に車内電話を提供した3社のうちの1社となった。